# Anaxyrus woodhousii

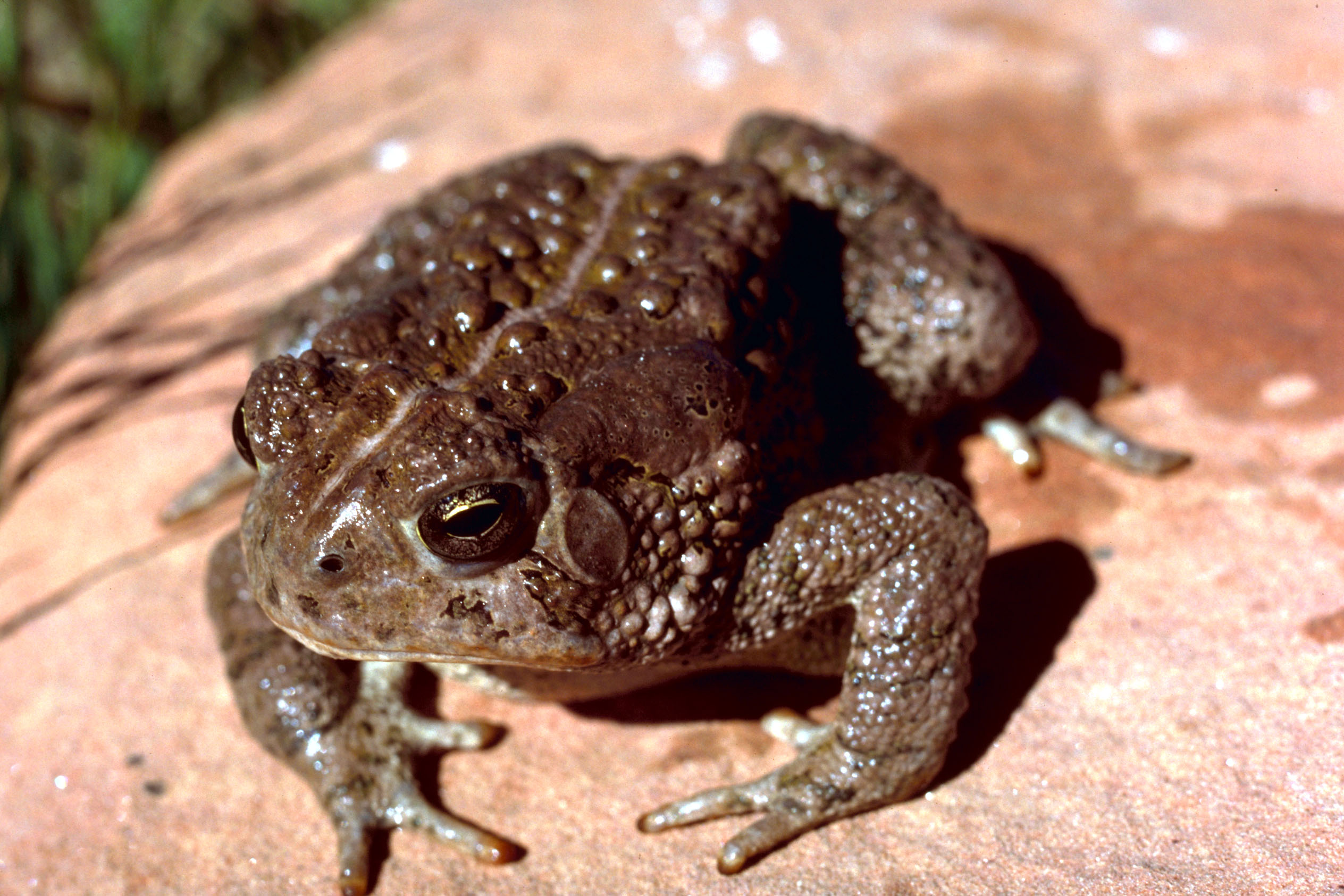
La subespècie woodhousii

Anaxyrus woodhousii és una espècie d'amfibi que viu als Estats Units i Mèxic.

## Subespècies
- Anaxyrus woodhousii australis (Shannon & Lowe, 1955)
- Anaxyrus woodhousii woodhousii (Girard, 1854)